# Guineu voladora de les illes Carolines
La guineu voladora de les illes Carolines (Pteropus molossinus) és una espècie de ratpenat de la família dels pteropòdids. És endèmica dels Estats Federats de Micronèsia. El seu hàbitat natural són els boscos tropicals. Està amenaçada per la caça i la desforestació.